# Lex Luger
Lawrence Wendell "Larry" Pfohl (* 2. června 1958), lépe znám pod svým ringovým jménem Lex Luger, je americký bývalý profesionální wrestler a fotbalista, v současné době působící ve WWE jako wellness trenér. Nejvíce znám je pro své působení v National Wrestling Alliance (NWA), World Championship Wrestling (WCW) a World Wrestling Federation (WWF).
Co se týče šampionátů ve wrestlingu, je Luger třínásobný světový šampion, dvounásobný WCW šampion v těžké váze, jednou držel WWA Světový titul v těžké váze a je pětinásobný NWA/WCW šampion Spojených států v těžké váze, což je rekordní počet v držení tohoto titulu. V roce 1994 vyhrál společně s Bretem Hartem WWF Royal Rumble. Ačkoli ve WWF nikdy žádný titul nedržel, stal se několikrát událostí večera v shows od této organizace. Časopis Pro Wrestling Illustrated ho jmenoval Nejvíce populárním wrestlerem roku 1993.

## Ve wrestlingu
- Ukončovací chvaty
  - Ace-is-the-Place Elbow (running forearm smash)
  - Attitude Adjustment (Piledriver)
  - Rebel Rack / Torture Rack (Backbreaker rack)
- Další chvaty
  - Atomic drop
  - Bearhug
  - Hip toss
  - Knee lift
  - Military press slam
  - One-handed bulldog
  - Rib breaker
  - Snap scoop powerslam
  - Vertical suplex
- Přezdívky
  - Vyroben v USA
  - Narcista
  - Totální balič

## Šampionáty a ocenění
- Championship Wrestling from Florida
  - NWA Florido-bahamský šampionát (1krát)
  - NWA Florida televizní šampionát (1krát)
  - NWA Jižní šampionát v těžké váze (Floridská verze) (3krát)
- Jim Crockett Promotions / World Championship Wrestling
  - Jim Crockett, Sr. Memorial Cup (1988) - se Stingem
  - NWA (Mid-Atlantic)/WCW Světový šampionát v těžké váze (3krát) - s Barrym Windhamem (1), Stingem (1) a Giantem (1)
  - NWA/WCW šampionát Spojených států v těžké váze (5krát)
  - WCW Triple Crown šampionát
  - WCW Světový šampionát v těžké váze (2krát)
  - WCW Světový televizní šampionát (2krát)
- Legends Pro Wrestling
  - XWF/LPW uvedení do Síně slávy - třída roku 2007 (22. 9. 2007)
- Pro Wrestling Illustrated
  - PWI Návrat roku (1993)
  - PWI Feud roku (1987) Four Horsemen vs. Super Powers a Road Warriors
  - PWI Feud roku (1988, 1990) vs. Ric Flair
  - PWI Zápas roku (1991) se Stingem vs. Steiner Brothers na SuperBrawl
  - PWI Nejvíce populární wrestler roku (1993)
  - PWI Nováček roku (1986)
  - PWI Wrestler roku (1997)
  - 20. místo v žebříčku 500 nejlepších wrestlerů "PWI Years" roku 2003
  - 2. místo v žebříčku 500 nejlepších wrestlerů PWI 500 roku 1991
- World Wrestling All-Stars
  - WWA Světový šampionát v těžké váze (1krát)
- World Wrestling Federation
  - Royal Rumble (1994) spolu-vítěz (s Bretem Hartem)
- Wrestling Observer Newsletter awards
  - Nejvíce zlepšený (1989)
  - Nejhůře zpracovaný zápas roku (1996) s Arnem Andersonem, Mengem, Barbarianem, Ricem Flairem, Kevinem Sullivanem, Z-Gangsta a Ultimate Solution vs. Hulk Hogan a Randy Savage v Tupelu, Mississippi 24. března